# Filantropi
Filantropi (etymologiskt kärlek till människan) är välgörenhet och annan allmännyttig verksamhet som utan motprestation stöder institutioner och projekt inom till exempel kultur, utbildning, forskning och hälsa. Filantroper kan vara privatpersoner, ideella föreningar, företag eller allmännyttiga stiftelser. 
I företagssammanhang används begreppet Corporate Social Responsibility (CSR), och filantropi kan vara en del av sådan verksamhet, inte minst i USA, delvis som en följd av att den kan ske med rätt till skatteavdrag. 
För att en allmännyttig stiftelse ska ha skatteförmåner ställs vissa krav i många länder. I USA till exempel ska minst fem procent av stiftelsens totala tillgångar delas ut årligen. I Sverige finns ett mindre utdelningstryck på allmännyttiga stiftelser. En sådan stiftelse i Sverige är befriad från inkomstskatt, om den delar ut 80 procent av sin inkomst till de i stadgarna föreskrivna ändamålen.